# Сишка
Сишка — река в Тверской области России, протекает по территории Оленинского и Ржевского районов. Устье реки находится в 3297 км по правому берегу реки Волги. Длина реки составляет 74 км, площадь водосборного бассейна — 448 км².

## Данные водного реестра
По данным государственного водного реестра России, относится к Верхневолжскому бассейновому округу, водохозяйственный участок реки — Волга от Верхневолжского бейшлота до города Зубцов, без реки Вазуза от истока до Зубцовского гидроузла, речной подбассейн реки — бассейны притоков (Верхней) Волги до Рыбинского водохранилища. Речной бассейн реки — (Верхняя) Волга до Куйбышевского водохранилища (без бассейна Оки).
Код объекта в государственном водном реестре — 08010100412110000000731.

### Притоки (км от устья)
- 0,6 км: река Ажева[3] (лв)
- 20 км: река Белейка (лв)